# Justicia richardsiae
Justicia richardsiae är en akantusväxtart som beskrevs av M. Hedrén. Justicia richardsiae ingår i släktet Justicia och familjen akantusväxter. Inga underarter finns listade i Catalogue of Life.